# (4809) Robertball
(4809) Robertball (1928 RB) – planetoida z pasa głównego asteroid okrążająca Słońce w ciągu 4,12 lat w średniej odległości 2,57 j.a. Odkryta 5 września 1928 roku.